# Am Rande der Demokratie
Am Rande der Demokratie (Originaltitel portugiesisch Democracia em Vertigem; englisch The Edge of Democracy) ist ein brasilianischer Dokumentarfilm von Petra Costa über die gesellschaftlichen und politischen Entwicklungen der vergangenen dreißig Jahre sowie die gegenwärtige Situation Brasiliens.
Der Film, der beim Sundance Film Festival im Januar 2019 Premiere hatte, wurde im Juni 2019 bei Netflix veröffentlicht.

## Inhalt
Der Film beginnt mit der Geschichte Brasiliens im 20. Jahrhundert und erzählt am Beispiel der Elterngeneration und Familie von Petra Costa die gesellschaftliche und politische Spaltung Brasiliens, die unter anderem aufgrund der seit jeher in Brasilien vorhandenen Korruption bis in die Gegenwart anhält.
Sie befasst sich mit dem politischen Aufstieg von Luiz Inácio Lula da Silva, der Amtszeit seiner Nachfolgerin Dilma Rousseff, ihres Nachfolgers Michel Temer und dem Politiker Jair Bolsonaro.

## Hintergrund
Fünf Jahre später wurde die Dokumentation mit Apocalypse in the Tropics fortgeführt.

## Rezeption
Am Rande der Demokratie erhielt überwiegend positive Rezensionen. Auf Rotten Tomatoes erhielt der Film eine Zustimmungsrate von 95 Prozent basierend auf 20 Reviews. Auf Metacritic erhielt die Filmdokumentation bei 12 Bewertungen im Durchschnitt 81 von 100 Punkten.
A. O. Scott von der New York Times lobte den Film als „eine Chronik des bürgerlichen Verrats, des Machtmissbrauchs und Kummers“. Leslie Felperin schrieb in The Guardian: „Costa gelingt es, eine intime Fibel über den Niedergang des Staates in den Populismus und das Ausfransen des demokratischen Gefüges des Landes zu erstellen.“ David Ehrlich von IndieWire beschrieb den Film als „ein wütendes, intimes und eindringliches Porträt von Brasiliens jüngstem Rückfall in die offenen Kiefer der Diktatur“.

## Awards
- Oscarverleihung 2020: Nominierung als Bester Dokumentarfilm[10]